# Safe from Harm
Safe from Harm  — це третій сингл гурту «Massive Attack» з їхнього дебютного альбому Blue Lines, який був виданий у 1991 році.

## Трек-листи
1. "Safe from Harm" (radio edit) – 4:28
2. "Safe from Harm" (12" version) – 6:57
3. "Safe from Harm" (7" version) – 4:28
4. "Safe from Harm" (Perfecto Mix) – 8:09
5. "Safe from Harm" (Just a Dub) – 3:14
6. "Safe from Harm" (Just a Groove Dub) – 3:18